# Kyōgo Furuhashi
Kyōgo Furuhashi (jap. 古橋 亨梧 Furuhashi Kyogo; ur. 20 stycznia 1995 w Ikomie) – japoński piłkarz, występujący na pozycji napastnika we francuskim klubie Stade Rennais oraz w reprezentacji Japonii. 
Wychowanek Chuo University, w trakcie swojej kariery grał także w takich zespołach, jak FC Gifu, Vissel Kobe czy Celtic Glasgow.

## Sukcesy

### Vissel Kobe
- Puchar Cesarza: 2019
- Superpuchar Japonii: 2020

### Celtic
- Mistrzostwo Szkocji: 2021/2022, 2022/2023
- Puchar Szkocji: 2022/2023
- Puchar Ligi Szkockiej: 2021/2022, 2022/2023

### Indywidualne
- Król strzelców Scottish Premiership: 2022/2023 (27 goli)

### Wyróżnienia
- Piłkarz sezonu w plebiscycie PFA Scotland: 2022/2023[1]
- Drużyna sezonu Scottish Premiership w plebiscycie PFA Scotland: 2021/2022[2], 2022/2023[3]